# 植村站
植村站（日语：／ Uemura eki */?）是位於鹿兒島縣霧島市橫川町中之，九州旅客鐵道（JR九州）的肥薩線車站。

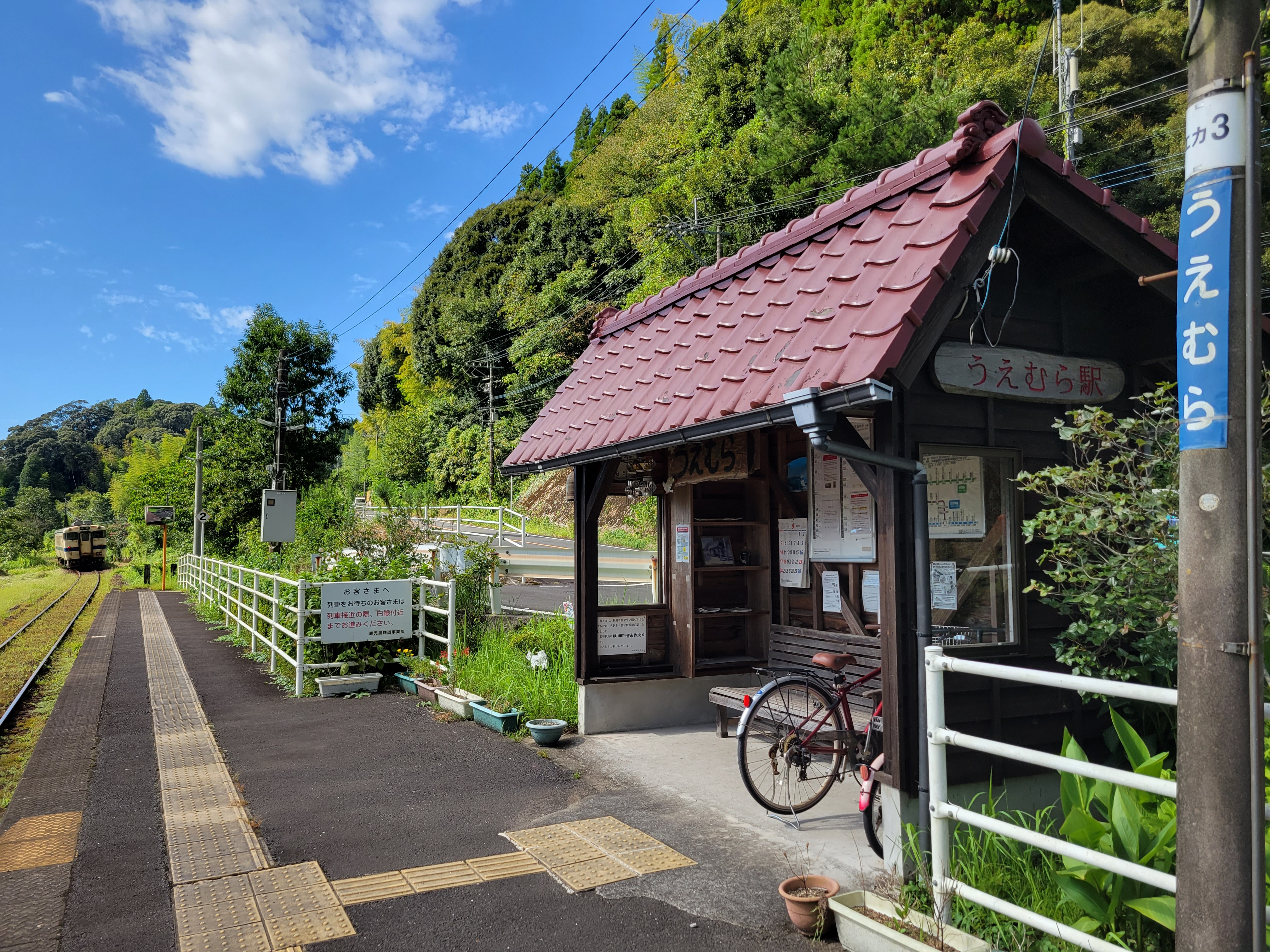
候車室與月台（2023年9月）

## 背景
在1950年代前期（即昭和20年代後期），鐵路線上的蒸氣機車逐漸更換為柴油列車，也令設置無人車站的手續比較容易。因此在1955年，當地居民開始發起設置新站運動。1956年3月，橫川町設立新站建設委員會。同年11月，日本國有鐵道表示允許建設新站，但是設有條件，包括新站佔用178.6平方米建築用地，48萬日圓建設費用，以及周邊道路工程，全部由當地人承擔。車站用地由當地人提供，建設費由橫川町承擔，使新站開始建設。有許多當地居民參與建設工程。當中，候車室使用木材便是由居民所砍伐的，而月台等舖設也是由當地居民親手用石頭及水泥所搭砌建成的，也相比同時期其他簡易車站月台，只使用鐵架或鋼板為細。
新站於1957年7月5日開始營業，當初只限柴油列車停靠，由蒸氣機車牽引客車則通過此站。為了讓所有列車停靠此站，包括在路線上行走的5卡客車，便必須要延長月台。由於月台靠近牧園站（現時：霧島溫泉站）一方設有平交道，大隅橫川站一方設有斜坡路段，因此較難延長月台。在沒有其他方法下，只可採取5卡客車的首卡和最後一卡不會讓乘客上落。自1965年10月1日起，所有客車都可以停靠此站。

## 車站構造

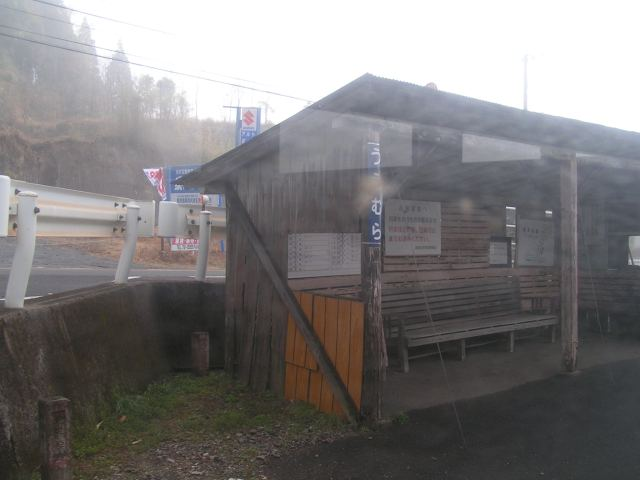
從列車上拍攝已拆卸的第一代候車室一部分（2005年3月）

本站自開站以來均沒有站房，只在月台上興建了有蓋候車室，2014年年於原址重建成為現時第二代的候車室。

### 月台
只設有側式月台一座。
| 路線    | 方向 | 目的地                                       |
| ------- | ---- | -------------------------------------------- |
| ■肥薩線 | 上行 | 吉松、經■吉都線及■日豐本線往都城、南宮崎方向 |
| ■肥薩線 | 下行 | 隼人方向                                     |

## 歷史
- 1957年7月5日：車站啟用[1]。在開業時已經是無人車站。
- 1987年4月1日：國鐵分割民營化，車站由九州旅客鐵道（JR九州）承繼。

## 使用狀況
- 在2016年度，1日平均乘車人次為5人[3]，JR方面，自2016年起，由於JR九州只公佈使用人數首300個車站的人數，本站因未達至首300位而未有公佈實質使用人數，又因一直未能達到每日乘車人數超過100人，因此亦未有上名[4]。

| 年度     | 1日平均 乘車人次 | 1日平均 上下車人次 |
| -------- | ---------------- | ------------------ |
| 2000     | 28               |                    |
| 2001     | 23               |                    |
| 2002     | 18               |                    |
| 2003     | 18               |                    |
| 2005     | 7                |                    |
| 2006     | 6                |                    |
| 2007     | 5                | 9                  |
| 2008     | 4                | 8                  |
| 2009     | 5                | 10                 |
| 2010     | 3                | 7                  |
| 2011     | 1                | 4                  |
| 2012     | 2                | 5                  |
| 2013     | 3                | 8                  |
| 2014     | 4                | 8                  |
| 2015     | 6                | 13                 |
| 2016     | 5                | 11                 |
| 2017以後 | 未有提供         | 未有提供           |

## 相鄰車站
九州旅客鐵道（JR九州）
■肥薩線
大隅橫川－植村－霧島溫泉

## 外部連結
- JR九州植村站 （页面存档备份，存于）